# Verin Tsaghkavan
Verin Tsaghkavan là một đô thị thuộc tỉnh Tavush, Armenia. Dân số ước tính năm 2011 là 954 người.